# Luis Francisco Sucre
Luis Francisco Sucre Mejía  (Ciudad de Panamá, Panamá 25 de octubre de 1967) es un médico salubrista, ocupacional y político panameño. Desde el 1 de julio de 2019 fue asignado como viceministro de salud, y el 24 de junio de 2020 hasta el 1 de julio de 2024 como ministro de salud, sustituyendo a Rosario Turner en el gobierno de Laurentino Cortizo.

## Biografía

### Primeros años
Nació en Ciudad de Panamá el 25 de octubre de 1967, hijo del político Francisco Sucre.
Cursó estudios primarios en la Escuela Ernesto T. Lefevre de Juan Díaz y los secundarios en el Instituto Militar General Tomás Herrera de Rio Hato, graduándose en 1984 de bachiller en ciencias y técnico electricista.
Egresó como médico en la Universidad Nacional de La Plata en Argentina. Además obtuvo una maestría en salud pública y salud ocupacional de la Facultad de Medicina de la Universidad de Panamá.

### Carrera profesional y política
Luego de su formación académica, Sucre ejerció en distintos hospitales panameños del sistema público de salud, así como en el Ministerio de Salud, donde asumió diversos cargos como Director Regional de Salud de la Región Metropolitana, Secretario General y como Coordinador Nacional de Salud Ocupacional del ministerio.
En 2008, luego de la renuncia de Roberto Velásquez Abood al Sistema Nacional de Protección Civil el Presidente Martín Torrijos Espino lo nombró director general de la entidad, donde enfrentó diversas situaciones como inundaciones y el Accidente del SAN-100 en Ciudad de Panamá, donde falleció el General director de Carabineros de Chile José Alejandro Bernales, una comitiva de oficiales de Carabineros de Chile y de la Policía Nacional de Panamá.
Al culminar el gobierno de Torrijos, retomó la práctica médica en el Hospital Regional de Chepo y en el Hospital Irma de Lourdes Tzanetatos en las afueras de la capital, dónde cumplió 20 años de
servicio en 2019.
Fue diputado suplente en la Asamblea Nacional de Panamá por el Partido Revolucionario Democrático, por el circuito electoral 8-8, y en 2014 aspiró sin éxito a ser diputado principal, en las elecciones generales.
El 14 de junio de 2019 el entonces presidente electo Laurentino Cortizo lo designó como viceministro de salud, asumiendo el cargo junto a todo el gobierno el 1 de julio. El 24 de junio de 2020, en medio de la pandemia de coronavirus, fue llamado por el presidente Cortizo a sustituir a Rosario Turner en la cartera de salud.

### Vida personal
Es hijo del político Francisco Sucre, tiene varios hermanos entre ellos el político Javier Sucre, está casado y tiene dos hijos.[cita requerida]